# Investidura presidencial de Pedro Castillo
La investidura presidencial de Pedro Castillo como presidente del Perú, se desarrolló en la tarde del 28 de julio de 2021 en el Palacio Legislativo, marcando el comienzo de su administración durante cinco años, Castillo como presidente y Dina Boluarte como vicepresidenta del Perú. 
Según el protocolo, el presidente Castillo dio su primer mensaje a la Nación ese mismo día y debía presentar a su gabinete de gobierno. La investidura se desarrolló en medio de las celebraciones de los 200 años de existencia como Estado independiente y sus Fiestas Patrias, el impacto expandido de la pandemia de COVID-19, y de una serie de conflictos internos como la cuestión económica y las disputas políticas que se vienen arrastrando desde 2017.

## Contexto
La investidura marcó el final de la transmisión de mando de Pedro Castillo, que comenzó con su victoria en las elecciones generales de 2021 y se convirtió en presidente electo el 19 de julio de 2021, dicho acto fue abalado por el Jurado Nacional de Elecciones. El presidente saliente Francisco Sagasti abandonó el Palacio de Gobierno y se dirigió por el jirón Junín resguardado por las Fuerzas Armadas hacía el Palacio Legislativo, donde entregó la banda presidencial a la presidenta del Congreso Maricarmen Alva, quien posteriormente impuso el símbolo de la jefatura del Estado a Castillo. Este acto no era realizado desde 2011 cuando el presidente Alan García no asistió a la investidura de Ollanta Humala.
En su investidura, Pedro Castillo se convirtió en el primer presidente peruano en ser abiertamente de izquierda, y el segundo presidente originario de la región Cajamarca (luego de Miguel Iglesias).

## Planificación

### Interior del Palacio Legislativo
La mesa directiva del Congreso, liderado por Maricarmen Alva, será quien imponga la banda presidencial a Pedro Castillo como presidente del Perú. El nuevo jefe de Estado tuvo que dar su primer mensaje a la Nación y presentar a su gabinete.
Los congresistas fueron convocados Sesión Solemne para transmisión de mando el 28 de julio, la presidenta del Congreso informó: «Quien conforme al mandato constitucional, prestará juramento para asumir el cargo de presidente de la República durante el periodo 2021-2026, y luego dirigirá su mensaje al Congreso de la República».

### En los exteriores
En toda Lima Metropolitana el gobierno saliente de Sagasti desplegó 10.000 policías, 10 drones y 5 helicópteros para garantizar la seguridad de los principales edificios públicos como el Palacio Legislativo y el Palacio de Gobierno. La Policía Nacional del Perú comunicó que las principales calles del centro de Lima permanecerían cerradas al tránsito peatonal y vehicular.

## Ceremonias

### 28 de julio

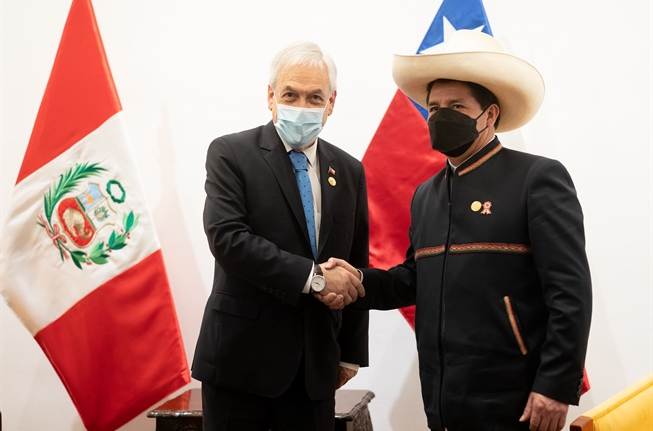
Pedro Castillo ya como presidente del Perú junto a su homólogo de Chile Sebastián Piñera.

El 28, 29 y 30 de julio se celebraron el bicentenario del Perú y las fiestas patrias, por lo que la investidura tuvo aires de fiesta.
El 28 luego de las conmemoraciones religiosas de la Misa Solemne y Te Deum, a Castillo se le entregó las Órdenes Nacionales en el Palacio de Torre Tagle y tiempo después la Comisión de Invitación del Congreso de la República se encontró con él. A las 11:30 a. m. (hora peruana) inició la toma de mando en el Congreso de la República del Perú y a las 12:15 p. m. se proclamó a Castillo como presidente con la trasmisión de la banda presidencial peruana por parte de Maricarmen Alva, presidenta del Congreso de la República.
Aproximadamente a las 2:20 p. m. en Lima Centro de Convenciones el presidente Castillo se encontró con los mandatarios y compartieron un almuerzo.

### 29 de julio

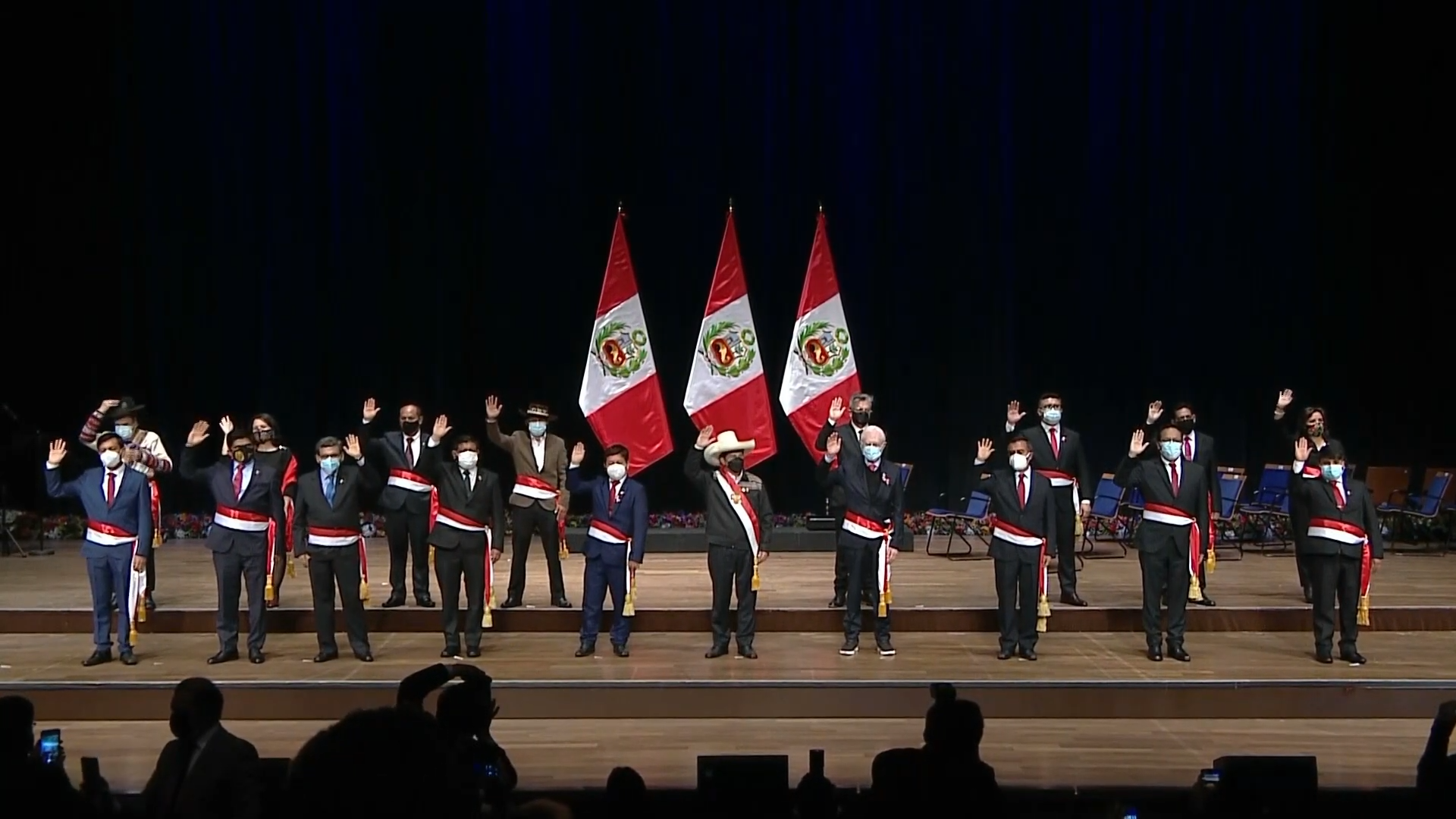
Ceremonia de juramentación del Gabinete Ministerial.

En horas del medio día (12:15 p. m.) Castillo arribó a la ciudad de Ayacucho, en el centro del país, para realizar la Juramentación Simbólica de la independencia del Perú en el Santuario histórico de la Pampa de Ayacucho.

### 30 de julio
Castillo se encontraba nuevamente en Lima y se llevó a cabo la ceremonia de Reconocimiento como Jefe Supremo de las Fuerzas Armadas y Policía Nacional, además de la Gran Parada Militar. La ceremonia inició con la llegada de las autoridades y el presidente de la República, a las 10:00 horas, y se estimó que tendrá una duración de tres horas.

## Delegaciones internacionales
- Argentina: el presidente de Argentina Alberto Fernández junto a su esposa la primera dama Fabiola Yáñez encabezó la delegación argentina que asistió a la ceremonia de investidura de Pedro Castillo. El presidente Fernández aterrizó en Lima a las 21:00 p. m. de la noche del martes 27 de julio donde fue recibido por el embajador de Argentina en Perú Enrique Vaca Narvaja.[10][11][12] La comitiva argentina estuvo compuesta también por el canciller argentino Felipe Solá, la ministra de Mujeres, Género y Diversidad Elizabeth Gómez Alcorta, el secretario general de la Presidencia Julio Vitobello, el secretario general de Asuntos Estratégicos Gustavo Béliz, el secretario general de Comunicación y Prensa Juan Pablo Biondi y finalmente el diputado nacional Eduardo Valdés.[13]
- Bolivia: el Presidente de Bolivia Luis Arce encabezó la delegación boliviana que llegó para asistir a la ceremonia de posesión, aterrizando a las 10:50 a. m. de la mañana del 28 de julio siendo recibido por el embajador de Bolivia en Perú Carlos Aparicio Vedia.[14][15][16]   La comitiva boliviana que llegó a Lima estuvo compuesta por el canciller Rogelio Mayta, el presidente de la Cámara de Senadores Andrónico Rodríguez Ledezma, el ministro de Economía y Finanzas Públicas Marcelo Montenegro, la ministra de Trabajo, Empleo y Previsión Social Verónica Navia y el ministro de Hidrocarburos y Energías Franklin Molina Ortiz.[17]
- Chile: el Presidente de Chile Sebastián Piñera llegó a Lima al promediar las 17:30 p. m. de la tarde del 27 de julio, acompañado de su canciller Andrés Allamand donde fueron recibidos por el embajador de Chile en Perú.[18]

Los siguientes mandatarios, vicepresidentes y funcionarios internacionales son algunos de los más relevantes y representativos de sus respectivos países que decidieron llegar hasta la ciudad de Lima (en misión oficial) para asistir a la investidura presidencial de Pedro Castillo:
- Argentina
Alberto Fernández
Presidente de Argentina
(2019 - 2023)
- Bolivia
Luis Arce
Presidente de Bolivia
(2020 - Presente)
- Chile
Sebastián Piñera
Presidente de Chile
(2018 - 2022)
- Colombia
Iván Duque
Presidente de Colombia
(2018 - 2022)
- Ecuador
Guillermo Lasso
Presidente de Ecuador
(2021 - 2023)
- España
Felipe VI de España
Rey de España 
(En representación oficial de la Corona Española)
- Brasil
Hamilton Mourão
Vicepresidente de Brasil
(2019 - 2023)
- Paraguay
Hugo Velázquez
Vicepresidente del Paraguay
(2018 - 2023)
- España
José Manuel Albares
Canciller de España
(2021-Presente)
(En representación oficial del Gobierno Español)

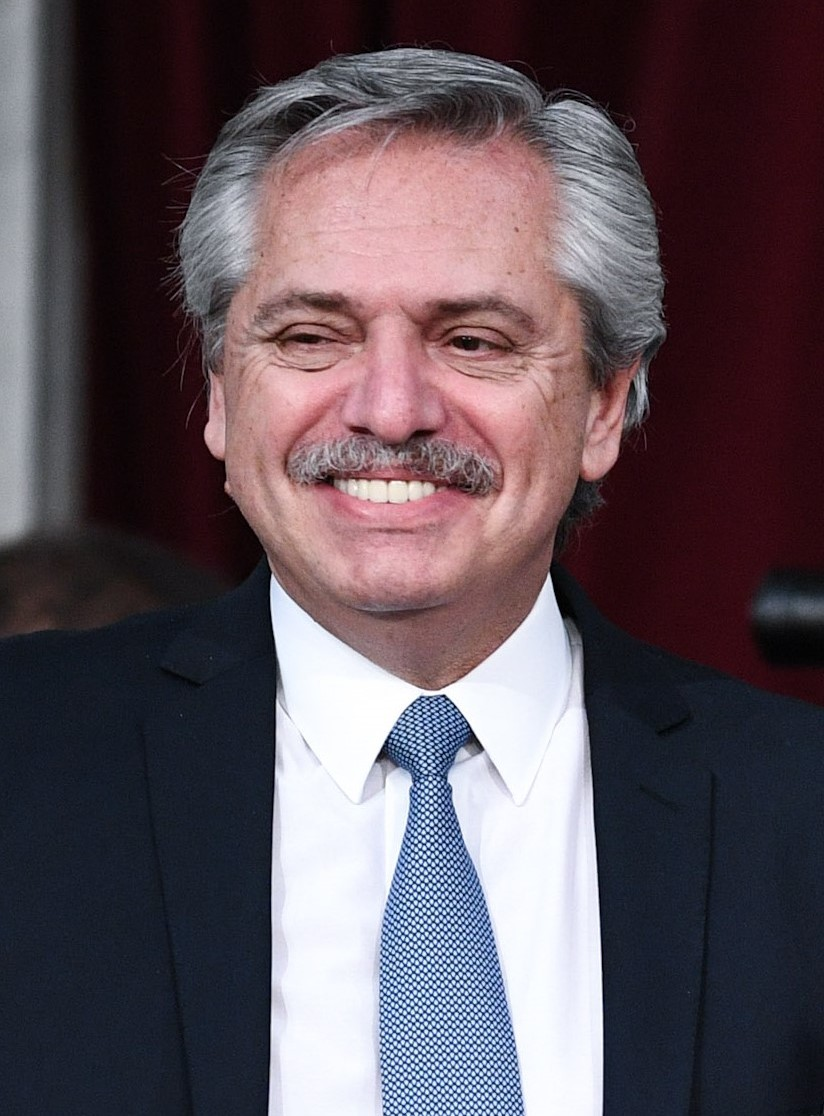
ARG Alberto Fernández Presidente de Argentina (2019 - 2023)
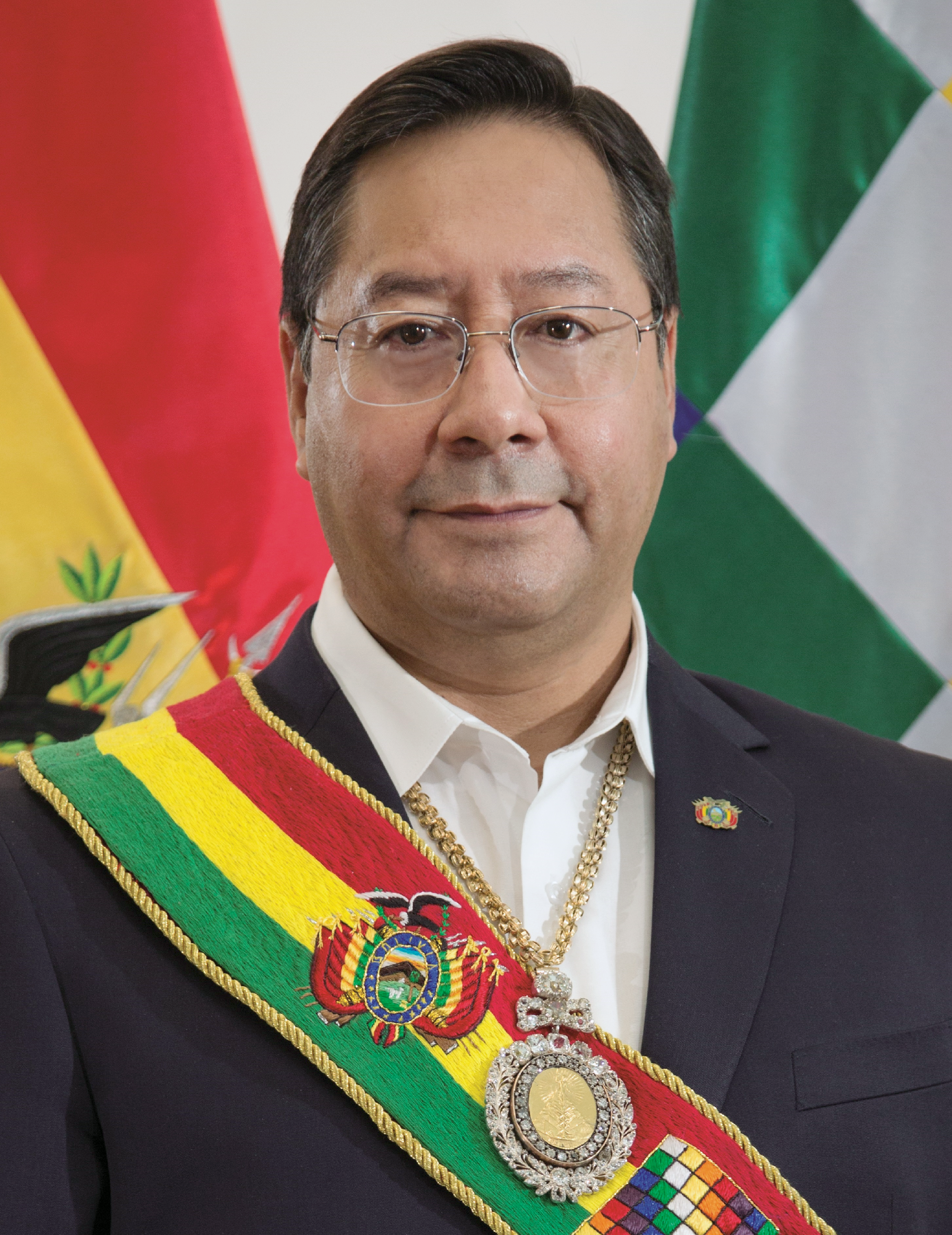
BOL Luis Arce Presidente de Bolivia (2020 - Presente)
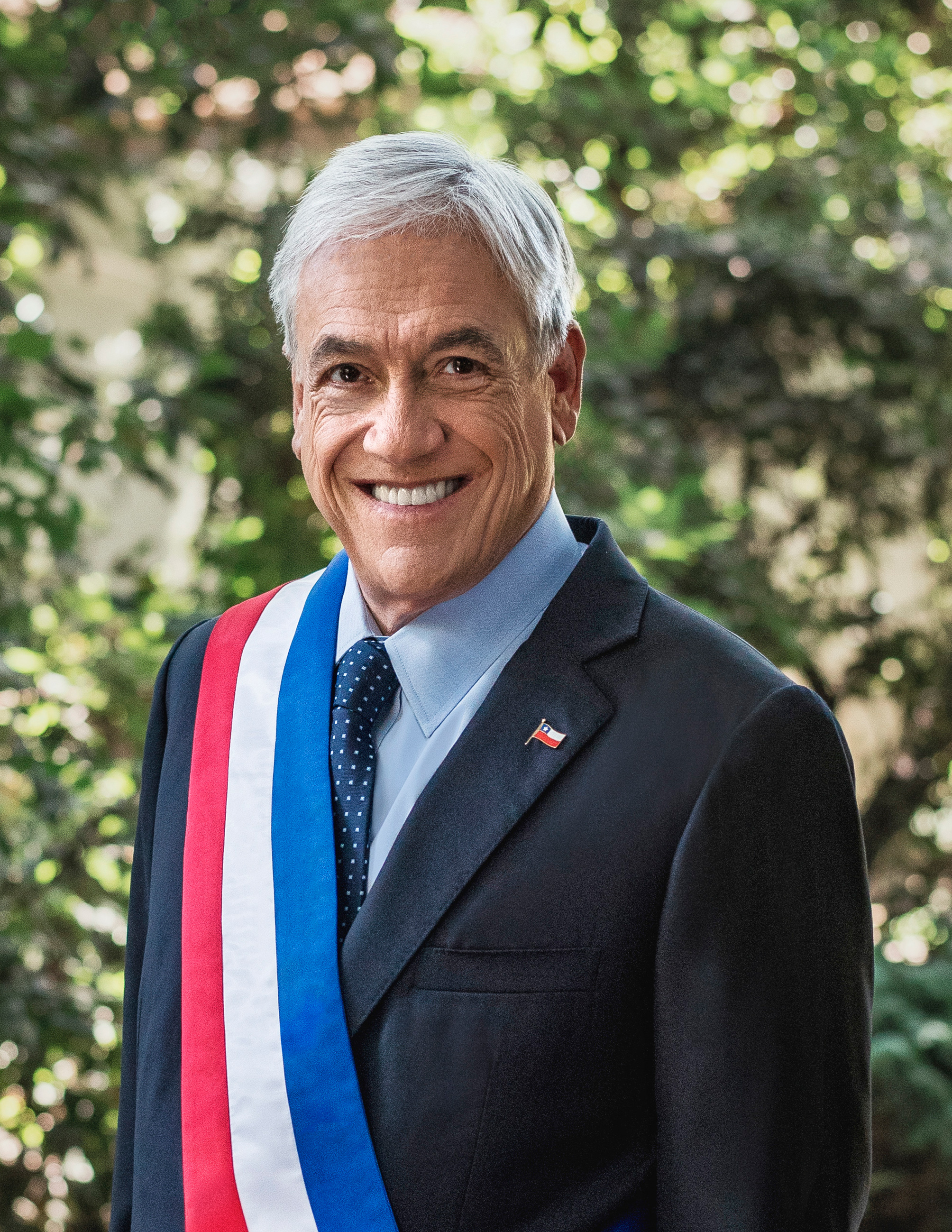
CHI Sebastián Piñera Presidente de Chile (2018 - 2022)
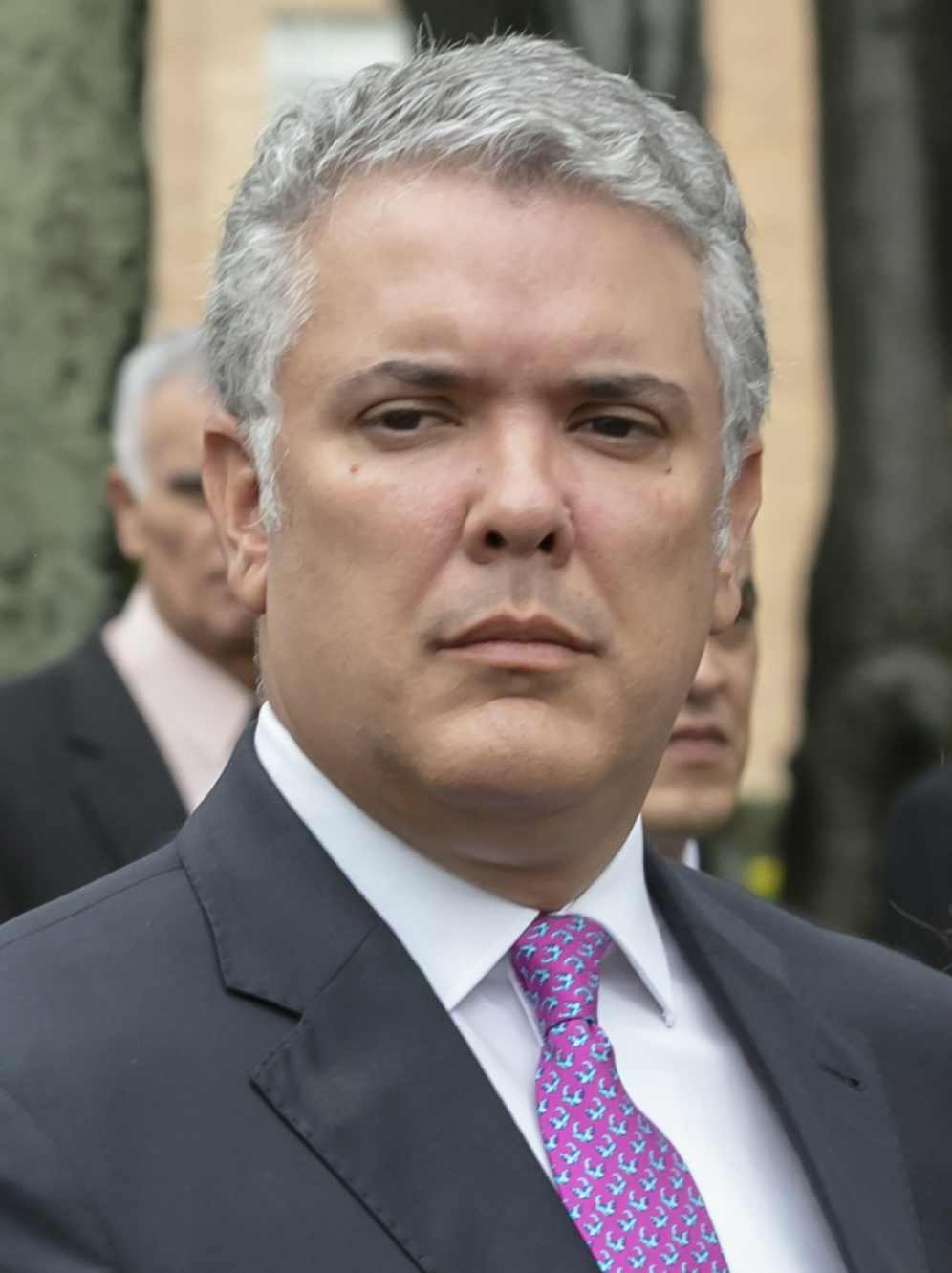
COL Iván Duque Presidente de Colombia (2018 - 2022)
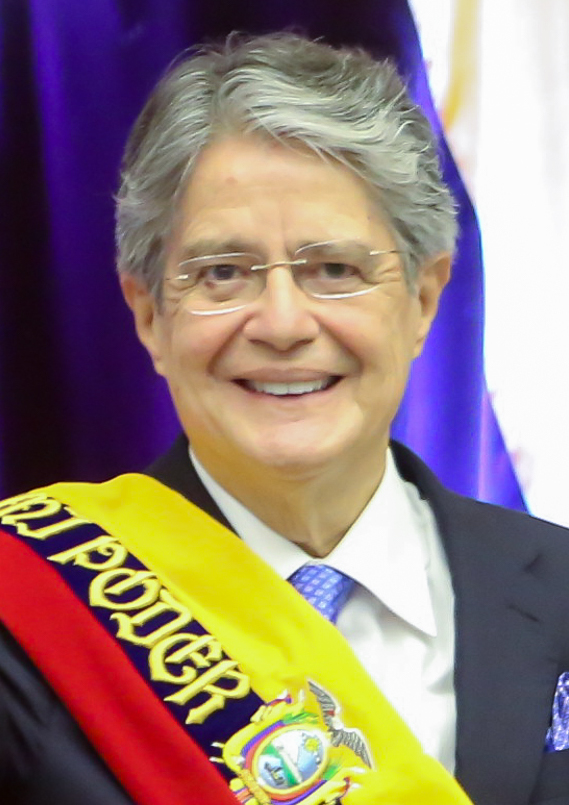
ECU Guillermo Lasso Presidente de Ecuador (2021 - 2023)
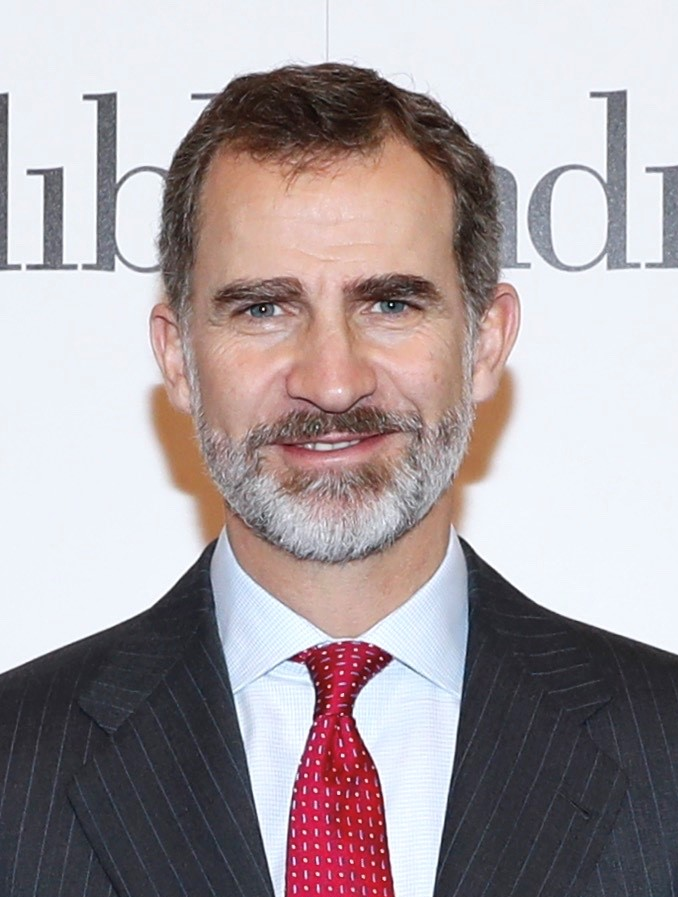
ESP Felipe VI de España Rey de España (En representación oficial de la Corona Española)
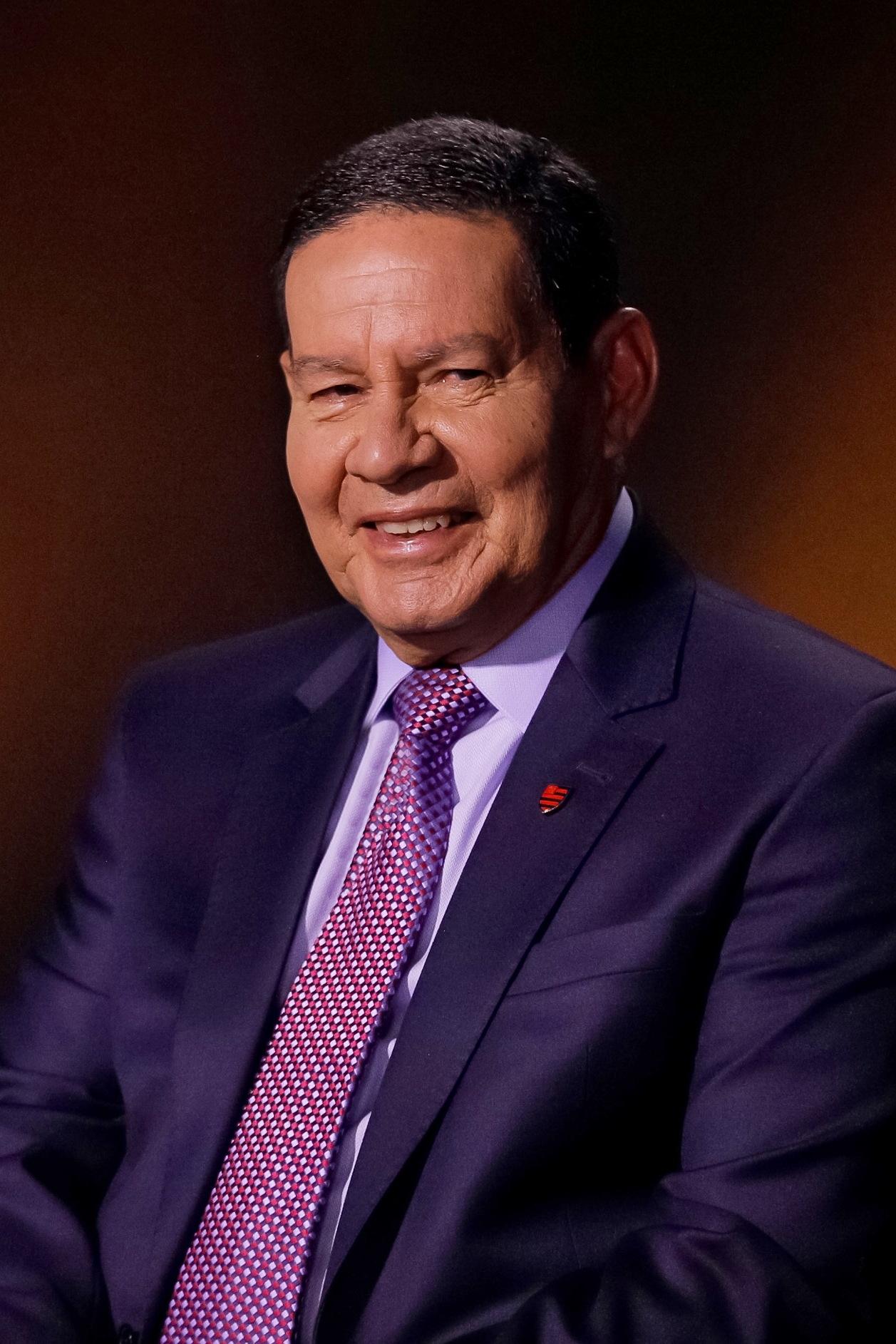
BRA Hamilton Mourão Vicepresidente de Brasil (2019 - 2023)
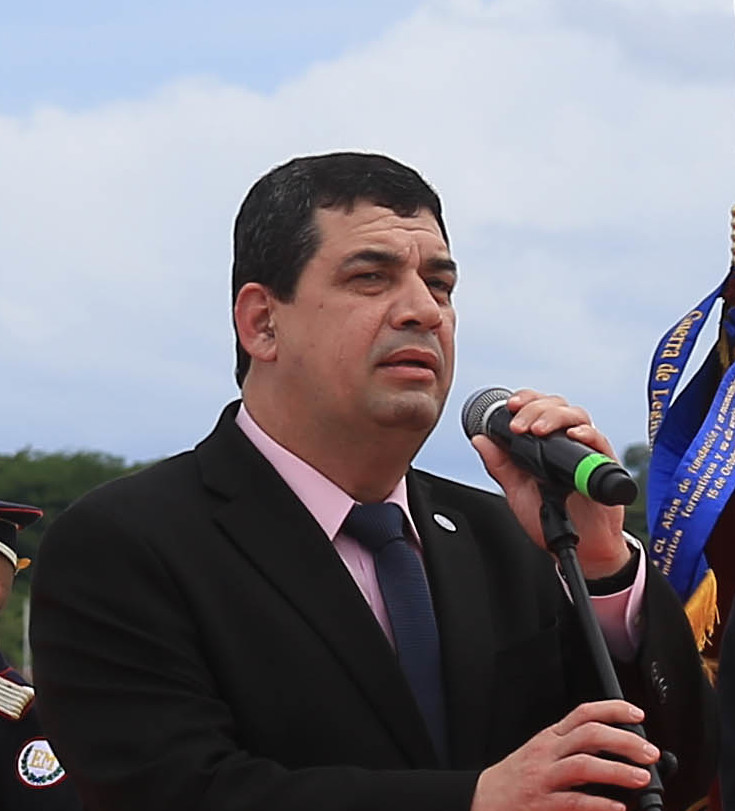
PAR Hugo Velázquez Vicepresidente del Paraguay (2018 - 2023)
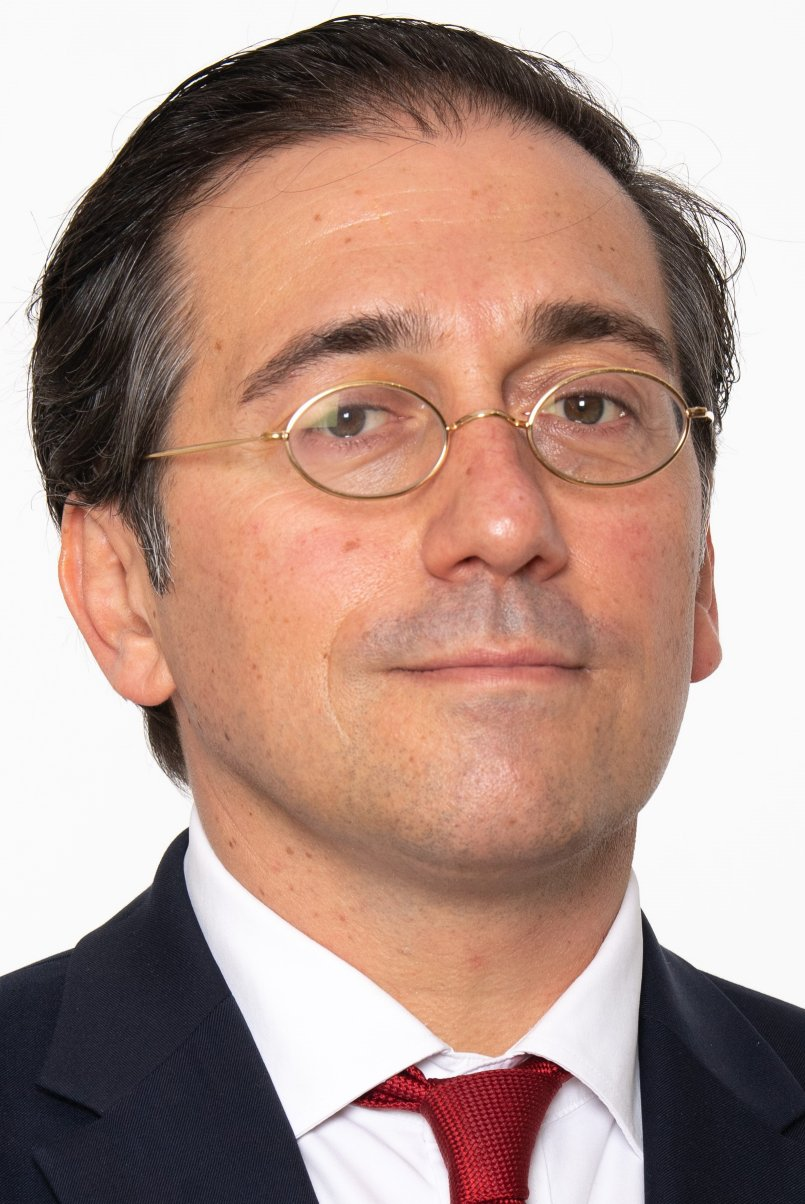
ESP José Manuel Albares Canciller de España (2021-Presente) (En representación oficial del Gobierno Español)
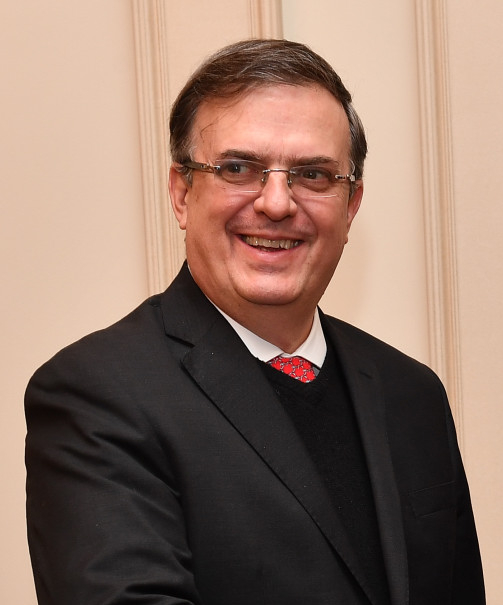
México Marcelo Ebrard Canciller de México (2018 - 2023)
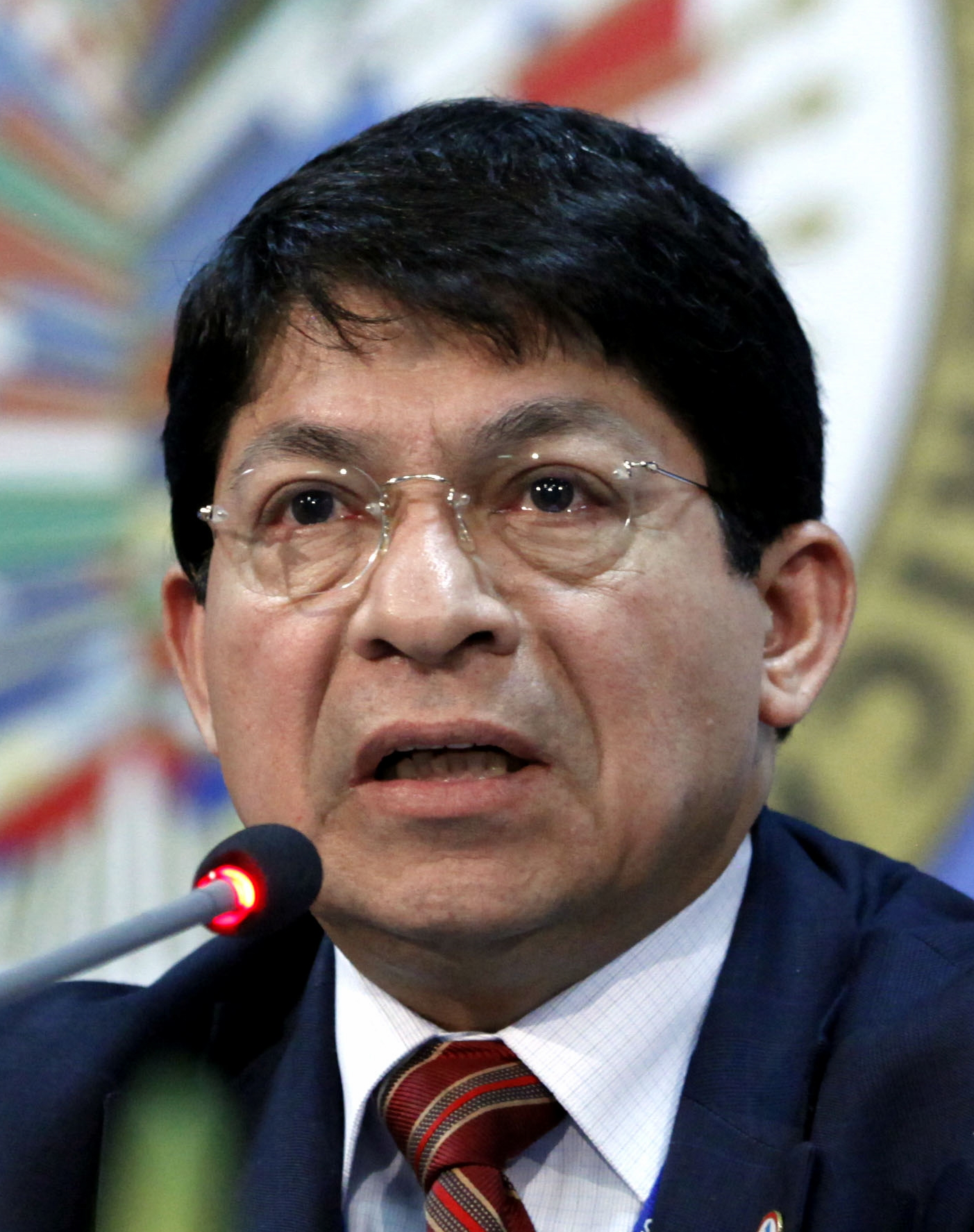
Nicaragua Denis Moncada Canciller de Nicaragua (2017 - 2024)
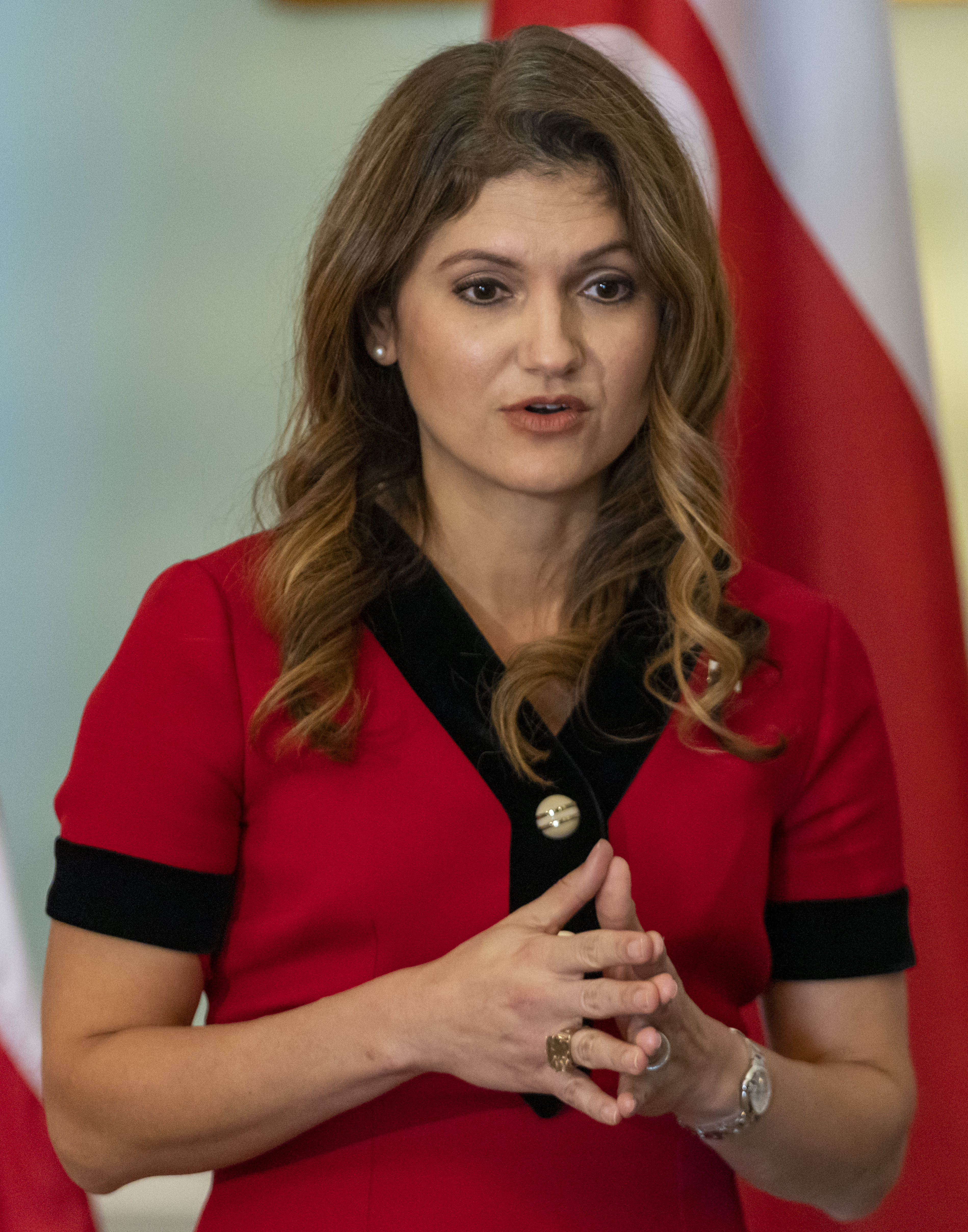
Panamá Erika Mouynes Canciller de Panamá (2020 - 2022)
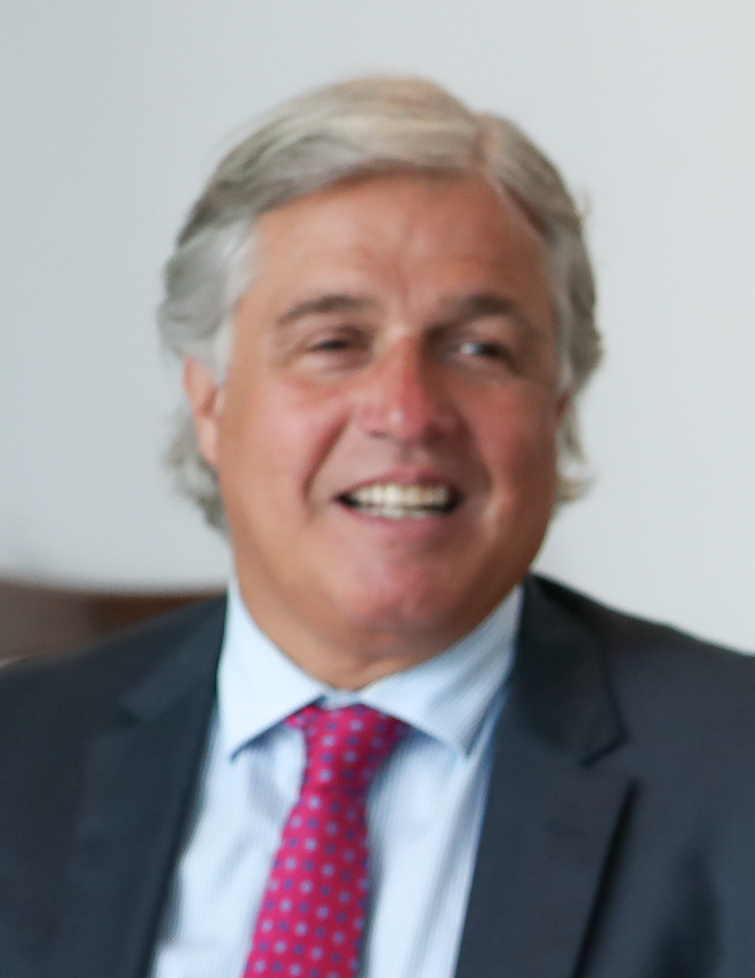
Uruguay Francisco Bustillo Canciller de Uruguay (2020 - 2023)
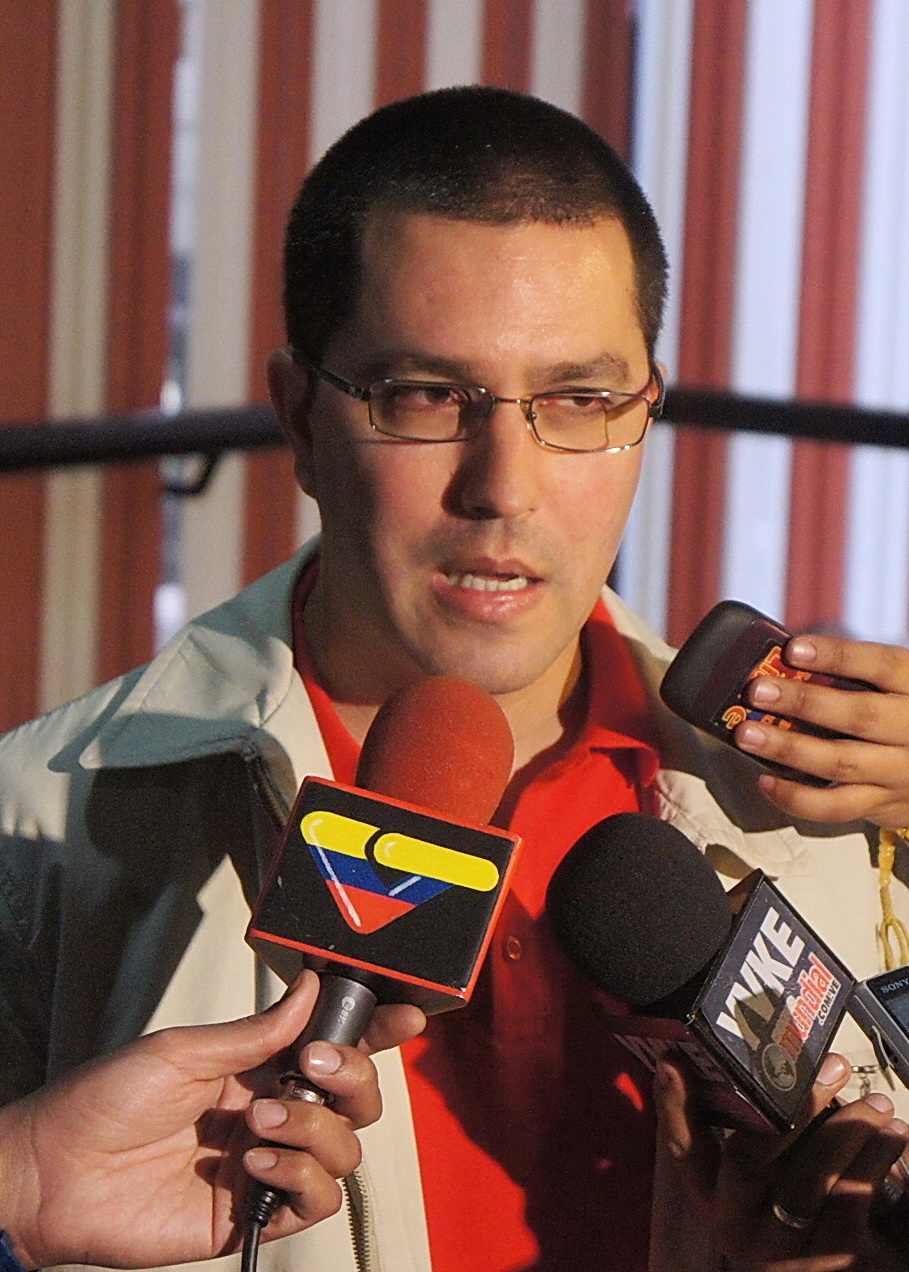
Venezuela Jorge Arreaza Canciller de Venezuela (2017 - 2021)
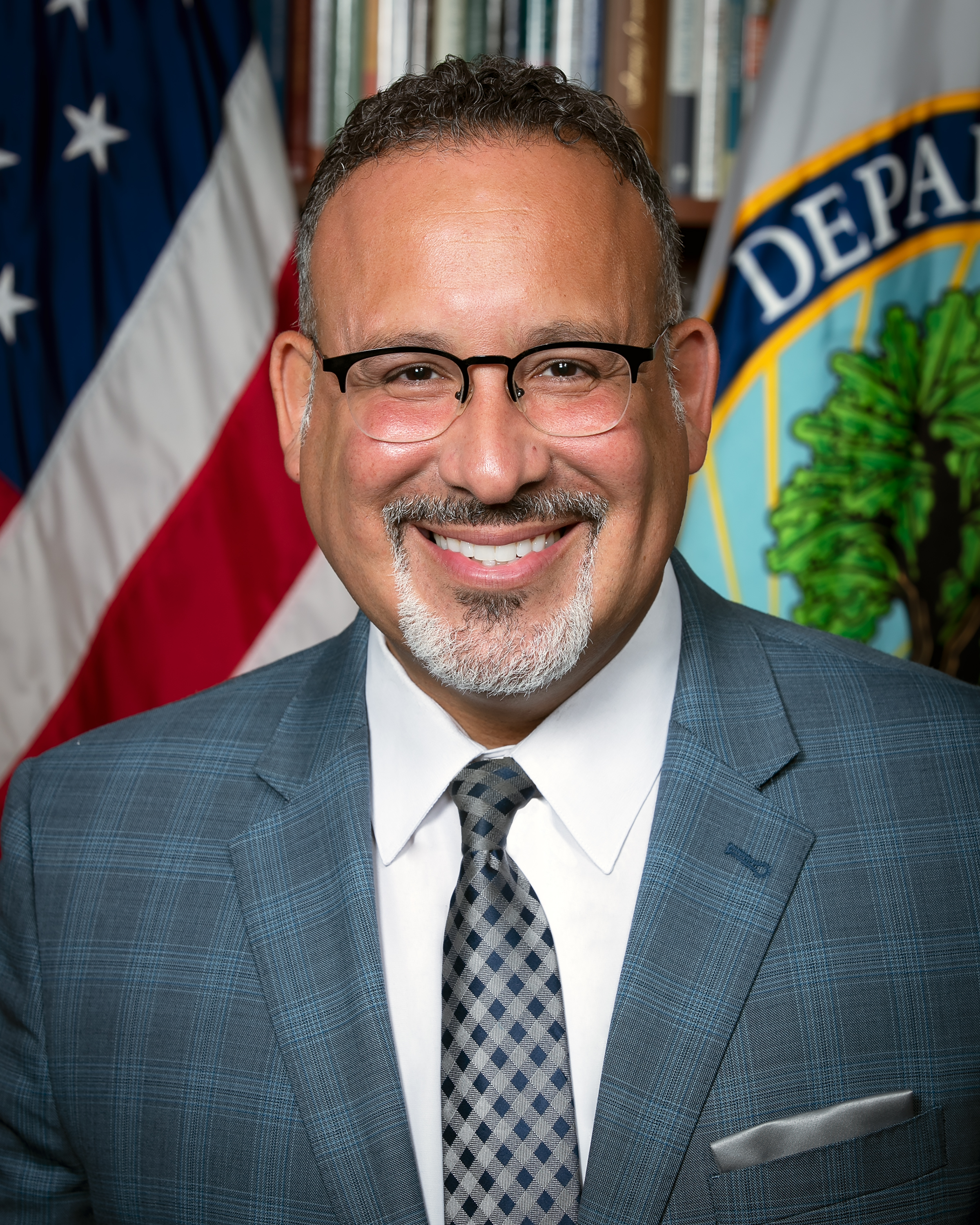
Estados Unidos Miguel Cardona Secretario de Educación de los Estados Unidos (2021 - 2025)

Otros invitados relevantes fueron el expresidente boliviano Evo Morales, y la primera dama de Argentina, Fabiola Yáñez.